# 波密耳蕨
波密耳蕨（学名：Polystichum bomiense）为鳞毛蕨科耳蕨属下的一个种。

## 扩展阅读
- 維基物種上的相關：波密耳蕨